# Kaple Panny Marie (Nové Strašecí)
Kaplička Panny Marie v Novém Strašecí se nachází asi dva kilometry od centra města, na východní straně katastru města, nedaleko od hranice s katastrem Stochovským. Postavena byla nákladem manželů Kurzveilových, na ochranu pramene, o kterém se uvádí, že má léčivé účinky na oční neduhy. Vysvěcena byla v roce 1856 nebo 1857.
Není veliká. Čtvercový půdorys vnějších rozměrů 3,5 x 3,5 m je na východní straně rozšířen o půlkruhovou apsidu. Oltář kaple byl ozdoben obrazem Panny Marie od akademického malíře Jana Kroupy. Ve dvacátých letech dvacátého století byla výzdoba doplněna o obrázky Panny Marie Lasalletské a Panny Marie Svatoborské.
Za první republiky se ke kapličce konala procesí jak z města, tak z okolních obcí. Po válce kaplička chátrala, výzdoba byla zničena a sama kaplička přežila snad jenom proto, že k ní bylo od města poměrně daleko. V devadesátých letech se jí ujala skupina místních občanů a částečně jí opravila. V roce 1993 byla, na závěr procesí k ní konaného, znova vysvěcena.
Kolem kapličky byly vysazeny, podle jejich stáří zřejmě ve dvacátých či třicátých letech lípy a kaštany. U nedalekého rybníka Konopas dosud roste vrba, která může být nejstarším stromem na katastru města.